# اتحاد الأوروغواي لكرة القدم
تأسس اتحاد الأوروغواي لكرة القدم (بالإسبانية: Asociación Uruguaya de Fútbol)‏ في عام 1900 وانضم إلى الاتحاد الدولي لكرة القدم في 1923 وانضم إلى اتحاد أمريكا الجنوبية لكرة القدم في 1916.

## روابط خارجية
- AUF الموقع الرسمي